# Erik Blix
Magnus Gustaf Erik Blix, född 29 mars 1957 i Malmö, är en svensk journalist, programledare, satiriker, professionell moderator, konferencier och skådespelare. Han har bland annat varit chefredaktör för Grönköpings Veckoblad och hörs i radio bland annat i Public Service.

## Biografi
Blix har arbetat med såväl radio som TV. Han är framför allt känd från radioprogrammet Riskradion tillsammans med Stefan Livh och genom radiofiguren Ernst (Lucidor) von Schinkel (en parodi på skvallerjournalistik) samt tv-program som Brutal-TV, Detta har hänt, Blix från klar himmel, KalasTV och Fångarna på fortet 1990.
Han var från 1999 till nyåret 2006 chefredaktör för Grönköpings Veckoblad och intill dess nedläggning 2006 även för systertidningen Nya Söndagsnisse Strix. Han ingick i konstellationen Public Service som under många år producerade humorinslagen i Sveriges Radio P1:s veckomagasin Godmorgon världen! Blix har också ett eget program i Sveriges Radio P4, P4 Extra Helg, som sänds från radiohuset i Göteborg.
Som skådespelare har Blix gjort monologen Politikerns sista tal av Anthony Swerling och gestaltat Alfons Åbergs pappa i musikalen Alfons & trollkarlen. Han har dessutom spelat med i farserna Funny Money, Trubbel och champagne och Torsk, herr minister på Nääs slott utanför Göteborg.[källa behövs]

### Släkt
Erik Blix är sonsons son till Magnus Blix, brorson till Hans Blix och bror till Olof Blix samt härstammar från den jämtska ätten Blix.

## Filmografi
- Prinsen av Egypten – röst åt översteprästen
- Detta har hänt[7] (1996-1997)